# Svalbard (banda)
Svalbard es una banda británica de hardcore punk originaria de Bristol, formada en 2011. Han lanzado tres álbumes de estudio: One Day All This Will End (2015), It's Hard to Have Hope (2018) y When I Die, Will I Get Better? (2020). Su estilo integra influencias dispares, incluyendo el post-rock y black metal.

## Historia
El primer lanzamiento de Svalbard fue un EP homónimo lanzado el 29 de marzo de 2012. Fue relanzado el 1 de noviembre de 2013 después de ser re mezclado y remasterizado por Patrick W. Engel en el estudio Temple of Disharmony, quien además mezcló y masterizó dos EPs más que la banda lanzó ese mismo año, Gone Tomorrow y Flightless Birds. Desde sus primeros lanzamientos, la banda realizó algunas giras por todo el Reino Unido y Europa. El 7 de julio de 2014 fue lanzado su álbum split con Pariso, con una portada diseñada por Daniel P. Carter. Este split tuvo una distribución a cargo de diferentes disqueras (Tangled Talk en el Reino Unido, Holy Ground en EUA, Swarm of Nails en Francia, Through Love en Alemania y Smithsfoodgroup en los Países Bajos). Seguido a este material, el álbum debut de la banda, One Day All This Will End, fue lanzado el 25 de septiembre de 2015 a través de Holy Roar Records, siendo mezclado por Lewis Johns. Through Love se hizo cargo del lanzamiento por Alemania y Halo of Flies en EUA. Fueron lanzados los videos musicales para los temas "Disparity"y "Expect Equal Respect", líricamente, este último tema aboga por la aceptación de las mujeres dentro de la música extrema sin que sean tratadas como anomalías.
El 28 de octubre de 201 fue lanzado Discography 2012–2014, un álbum recopilatorio de las primeras 15 canciones que Svalbard grabó antes de su primer álbum, siendo remasterizado por Brad Boatright y lanzado a través de la disquera Holy Roar en conjunción con Through Love y Halo of Flies. El 15 de enero de 2017 lanzaron un EP split con the Tidal Sleep, el cual cuenta con una canción inédita de cada banda; fue lanzado también un video musical del tema "Open the Cages", (incluido en dicho split) el 12 de noviembre de 2018. El 25 de mayo de 2016 fue lanzado su segundo álbum de estudio titulado It's Hard to Have Hope.
A principios de junio de 2020 la banda anunció su tercer álbum de estudio, When I Die, Will I Get Better? el cual fue lanzado a mediados de septiembre nuevamente a través de Holy Roar, sin embargo, una semana antes de la fecha prevista para el lanzamiento, la banda cortó relaciones y nexos con la disquera Holy Roar debido a las recientes acusaciones de índole sexual contra el fundador Alex Fitzpatrick. La banda anunció posteriormente el haber firmado con Church Road Records, con quienes lanzarían el álbum finalmente el 26 de septiembre, de igual forma arreglaron reembolsos para las personas que habían pre ordenado el álbum a través de Holy Roar.

## Estilo musical
En su sitio en Bandcamp, Svalbard sitúa su trabajo dentro de estilos tales como música alternativa, crust, hardcore, metal, punk y ocasionalmente post-hardcore, post-rock, post-metal, black metal y emo. Su anterior sello, Holy Roar Records, los describe como una combinación de "post-hardcore, crust/d-beat y post-rock con la intensidad del black metal atmosférico" así como semblanzas "musicales derivadas del crust, post-rock y hardcore ... con una influencia lírica del existencialismo del siglo XX". Así mismo, han sido descritos como una "banda arquetípica de post-hardcore de los años 2010" por Drowned in Sound; desempeñando un "hardcore melódico con insinuaciones dramáticas de post-rock y black metal". OneMetal.com escribió: "Los matices influenciados por Isis-se sienten todavía más catárticos al conjuntarse con las explosiones de riffs duros y tristes, que recuerdan a Modern Life Is War.."

## Integrantes
- Serena Cherry – guitarra, voz, letras, arte
- Mark Lilley – batería
- Alex Heffernan – bajo
- Liam Phelan – guitarra, voz

## Discografía
Álbumes de estudio
- One Day All This Will End (2015)
- It's Hard to Have Hope (2018)
- When I Die, Will I Get Better? (2020)
- The Weight of the Mask (2023)

Álbumes recopilatorios
- Discography 2012–2014 (2016)

EPs
- Svalbard (2012)
- Gone Tomorrow (2013)
- Flightless Birds (2013)

Splits
- Pariso / Svalbard (2014)
- Svalbard / The Tidal Sleep (2017)